# Kananga (commune)
Pour les articles homonymes, voir Kananga (homonymie).
Kananga est une commune de la ville de Kananga en république démocratique du Congo. 